# Ursula Reutner

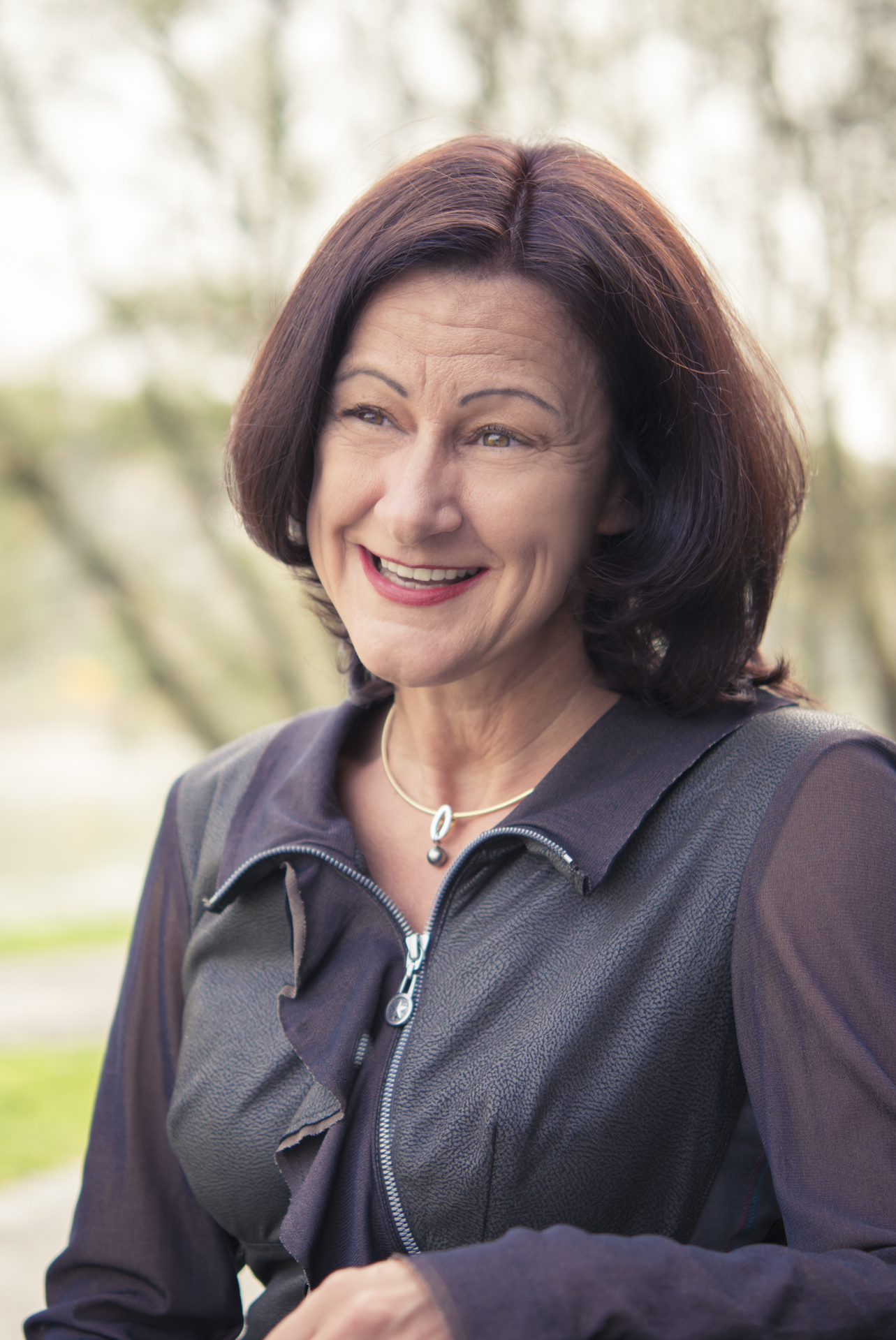
Ursula Reutner, 2018

Ursula Reutner (* 6. Oktober 1975 in Bayreuth) ist eine deutsche Sprachwissenschaftlerin und Inhaberin des Lehrstuhls für Romanische Sprach- und Kulturwissenschaft an der Universität Passau.

## Leben
Ursula Reutner legte ihr Abitur im Jahr 1994 am Richard-Wagner-Gymnasium in Bayreuth ab. Im Rahmen der Bayerischen Begabtenförderung studierte sie Europäische Betriebswirtschaftslehre, Philosophie und Kunstgeschichte sowie englische, französische, italienische und spanische Sprachen und Literaturen an der Universität Bamberg und der Universität Paris-Sorbonne (Paris IV). Sie absolvierte Praktika unter anderem am Goethe-Institut in Chennai in Indien und an der deutschen Botschaft in Quito in Ecuador und war Leiterin der Hochschulgruppe von Amnesty International in Bamberg. 2004 wurde sie an der Universität Augsburg mit einer Arbeit über Sprache und Identität promoviert. 2007 habilitierte sie sich mit einer Schrift zu Sprache und Tabu. Forschungs- und Lehraufenthalte führten sie wiederholt nach Frankreich, Italien, Spanien, Kanada, Mexiko, Argentinien und Brasilien. Von 2001 bis 2007 arbeitete sie am Lehrstuhl für Romanische Sprachwissenschaft der Universität Augsburg. Von 2007 bis 2008 vertrat sie den Lehrstuhl für Romanische Sprachwissenschaft an der Universität Duisburg-Essen.
Seit 2009 bekleidet sie den Lehrstuhl für Romanische Sprach- und Kulturwissenschaft an der Universität Passau. Rufe an die Universität Heidelberg, im Jahr 2011, und an die Universität Paderborn, im Jahr 2014, lehnte sie ab. Seit 2010 ist sie Wissenschaftliche Direktorin des Instituts für Interkulturelle Kommunikation und seit 2014 Leiterin des Sprachenzentrums der Universität Passau. Von 2014 bis 2018 war sie Vizepräsidentin für Internationale Beziehungen an dieser Universität.
2018 erhielt sie einen Ehrendoktor der Universidad del Salvador in Buenos Aires, 2023 den Bayerischen Verdienstorden. 

## Forschungsgebiete
Ursula Reutner untersucht mehrsprachige Gesellschaften der Frankophonie und Hispanophonie im Hinblick auf Fragen der sprachlichen Machtverteilung, der Sprachenpolitik und der Sprachvariation. Sprachtabus arbeitet sie in der Alltagssprache und in speziellen Kommunikationssituationen heraus. Bei digitalen Räumen fragt sie nach sprachlichen Universalien und Kulturspezifika.

## Auszeichnungen
- 2023: Bayerischer Verdienstorden[9]
- 2021: Paul Harris Fellow[10] von Rotary International
- 2018: Ehrendoktor der Universidad del Salvador (Buenos Aires)[11]
- 2006: Prix Germaine de Staël[12] des Frankoromanistenverbandes
- 2005: Elise-Richter-Preis[13] des Deutschen Romanistenverbandes

## Publikationen (Auswahl)
- Manual of Romance Languages in Africa. De Gruyter, Berlin/Boston 2024, ISBN 978-3-11-062610-0.
- Manuel des francophonies. De Gruyter, Berlin/Boston 2017, ISBN 978-3-11-034670-1.
- Interkulturelle Kompetenz. Anleitung zum Fremdgehen – Ein Lernparcours. Westermann, Braunschweig 2015, ISBN 978-3-14-162172-3.
- Lingüística mediática y traducción audiovisual. Peter Lang, Frankfurt am Main 2015, ISBN 978-3-631-66486-5.
- Von der Zeitung zur Twitterdämmerung. LIT, Münster 2014, ISBN 978-3-643-12451-7.
- Bienvenue chez les Ch’tis. Reclam, Stuttgart 2013, ISBN 978-3-15-019821-6.
- Political Correctness. Peter Lang, Frankfurt 2012, ISBN 978-3-631-62242-1.
- Von der digitalen zur interkulturellen Revolution. Nomos, Baden-Baden 2012, ISBN 978-3-8329-7880-8.
- Geschichte der italienischen Sprache. Narr, Tübingen 2011, ISBN 978-3-8233-6653-9.
- Sprache und Tabu, Interpretationen zu französischen und italienischen Euphemismen (= Beihefte zur Zeitschrift für Romanische Philologie. Band 346). Max Niemeyer, Tübingen 2009, ISBN 978-3-484-52346-3.
- 400 Jahre Quebec. Kulturkontakte zwischen Konfrontation und Kooperation. Winter, Heidelberg 2009, ISBN 978-3-8253-5708-5.
- Beiträge zur Kreolistik. Buske, Hamburg 2007, ISBN 978-3-87548-478-6.
- Sprache und Identität einer postkolonialen Gesellschaft im Zeitalter der Globalisierung. Eine Studie zu den französischen Antillen Guadeloupe und Martinique. Buske, Hamburg 2005, ISBN 3-87548-423-1.

## Notizen
1. ↑  Universität Passau: Lehrstuhl für Romanische Sprach- und Kulturwissenschaft. In: www.phil.uni-passau.de. 14. November 2017, abgerufen am 14. November 2017.
2. ↑  Thoralf Dietz: PD Dr. Ursula Reutner Inhaberin der Professur für Romanische Sprachwissenschaft. In: uni-passau.de. 2. April 2009, abgerufen am 20. November 2017.
3. ↑  Institut für Interkulturelle Kommunikation an der Universität Passau. In: inkup.uni-passau.de. Institut für Interkulturelle Kommunikation, 22. Januar 2018, abgerufen am 22. Januar 2018.
4. ↑  Team. In: sprachenzentrum.uni-passau.de. Universität Passau, 20. November 2017, abgerufen am 20. November 2017.
5. ↑  Klaus Kohnen: Universität Passau: Neue Vizepräsidenten für Amtszeit von 2014 bis 2016. In: bayrvr.de. 11. April 2014, abgerufen am 6. März 2018.
6. ↑  Gabrielle Cornefert: Plurielles Francophonies. In: www.degruyter.com. 29. November 2017, abgerufen am 6. März 2018.
7. ↑  Lisa Kleine: Vom Neger zum Afroamerikaner. Der Schutz von Minderheiten sollte selbstverständlich sein. In: www.focus.de. April 2014, abgerufen am 6. März 2018.
8. ↑  Vito Tartamella: Caspita! Gli eufemismi, parolacce col “lifting”. In: www.parolacce.org. 7. Dezember 2016, abgerufen am 22. Januar 2018.
9. ↑  Ordensverleihungen auf bayern.de, abgerufen am 8. Juli 2023
10. ↑  „Viel Positives für die Region“. In: Lokales › Passau Stadt. Passauer Neue Presse, archiviert vom Original am 5. August 2021; abgerufen am 5. Oktober 2023.
11. ↑  USAL: Honoris Causa Ursula Reutner. 23. März 2018, abgerufen am 30. April 2018.
12. ↑  Frankoromanistenverband: Prix Germaine de Staël: Règlement. In: francoromanistes.de. 22. Januar 2018, abgerufen am 22. Januar 2018.
13. ↑  Deutscher Romanistenverband: Elise Richter Preis. In: deutscher-romanistenverband.de. 22. Januar 2018, abgerufen am 22. Januar 2018.

| Personendaten    | Personendaten                    |
| ---------------- | -------------------------------- |
| NAME             | Reutner, Ursula                  |
| KURZBESCHREIBUNG | deutsche Sprachwissenschaftlerin |
| GEBURTSDATUM     | 6. Oktober 1975                  |
| GEBURTSORT       | Bayreuth                         |